# Slobodan Trninić
Slobodan Trninić (rođen 14. januara 1953) je hrvatski direktor fotografije, rodom iz Bosne i Hercegovine.

## Biografija
Slobodan je rođen 14. januara 1953. godine u Banja Luci. Diplomirao je na Akademiji dramskih umetnosti Univerziteta u Zagrebu 1979. godine. Njegov prvi dugometražni film bio je jugoslovenski film Virdžina iz 1991. godine, snimljen u režiji srpskog reditelja Srđana Karanovića.
Iste godine Trninić je snimio film Čaruga u režiji Rajka Grlića, a 1993. godine Zlatne godine (režija Davor Žmegač). Za ovu dramu je osvojio Zlatnu arenu za najbolju fotografiju na Filmskom festivalu u Puli 1993. godine.
Slobodan je nastavio sa radom na mnogim hrvatskim i inostranim filmovima. Godine 2010. osvojio je svoju drugu Zlatnu arenu za rad na filmu Neka ostane među nama u režija Rajka Grlića.

## Odabrana filmografija
- Čaruga  (1991; režija Rajko Grlić)
- Virdžina  (1991; režija Srđan Karanović)
- Zlatne godine  (1993; režija Davor Žmegač)
- Putovanje tamnom polutkom  (1995; režija: Davor Žmegač)
- Puška za uspavljivanje  (Puška za uspavljivanje , 1997; režija Hrvoje Hribar)
- Dubrovački suton  (Dubrovački suton , 1999; režija Željko Senečić)
- Je li jasno, prijatelju?  (2000; režija Dejan Aćimović)
- Josephine  (2002; režija Rajko Grlić)
- Potonulo groblje  (2002, režija Mladen Juran)
- Konjanik  ( Konjanik , 2003; režija Branko Ivanda)
- Ljeto u zlatnoj dolini  (2003; režija Srđan Vuletić)
- Karaula  (2006; režija Rajko Grlić)
- Teško je biti fin  (2007; režija Srđan Vuletić)
- Ničiji sin  (2008; režija Arsen Anton Ostojić)
- Neka ostane među nama  (2010; režija Rajko Grlić)
- Halimin put  (2012)

## Spoljašnje veze
- Slobodan Trninić на веб-сајту  (језик: енглески)
- Slobodan Trninić biography na Filmski-Programi.hr (језик: хрватски)